# Castella de Saint-Sulpice
Le Castella est un ancien château-fort situé sur la commune de Saint-Sulpice-la-Pointe, dans le Tarn, en région Occitanie (France). Construit au XIIIe siècle par la famille Alaman et présentant un rare exemple de souterrain féodal, il est grandement détruit lors des guerres de Religion. 

## Historique
Fondé vers 1240 par le puissant seigneur Sicard Alaman, le Castella n'est originellement qu'une simple motte castrale. En 1275, juste avant sa mort, Alaman fait don d'une belle somme à un chapelain, afin qu'il construise une chapelle féodale à l'intérieur des fortifications du château. C'est cet édifice religieux qui compose aujourd'hui la majeure partie des vestiges du Castella. La motte castrale est ensuite refaçonnée en château par les membres de la famille Alaman. Elle est ainsi dotée d'une salle d'armes, d'un logis seigneurial, d'un donjon, ainsi que d'un chemin de ronde.

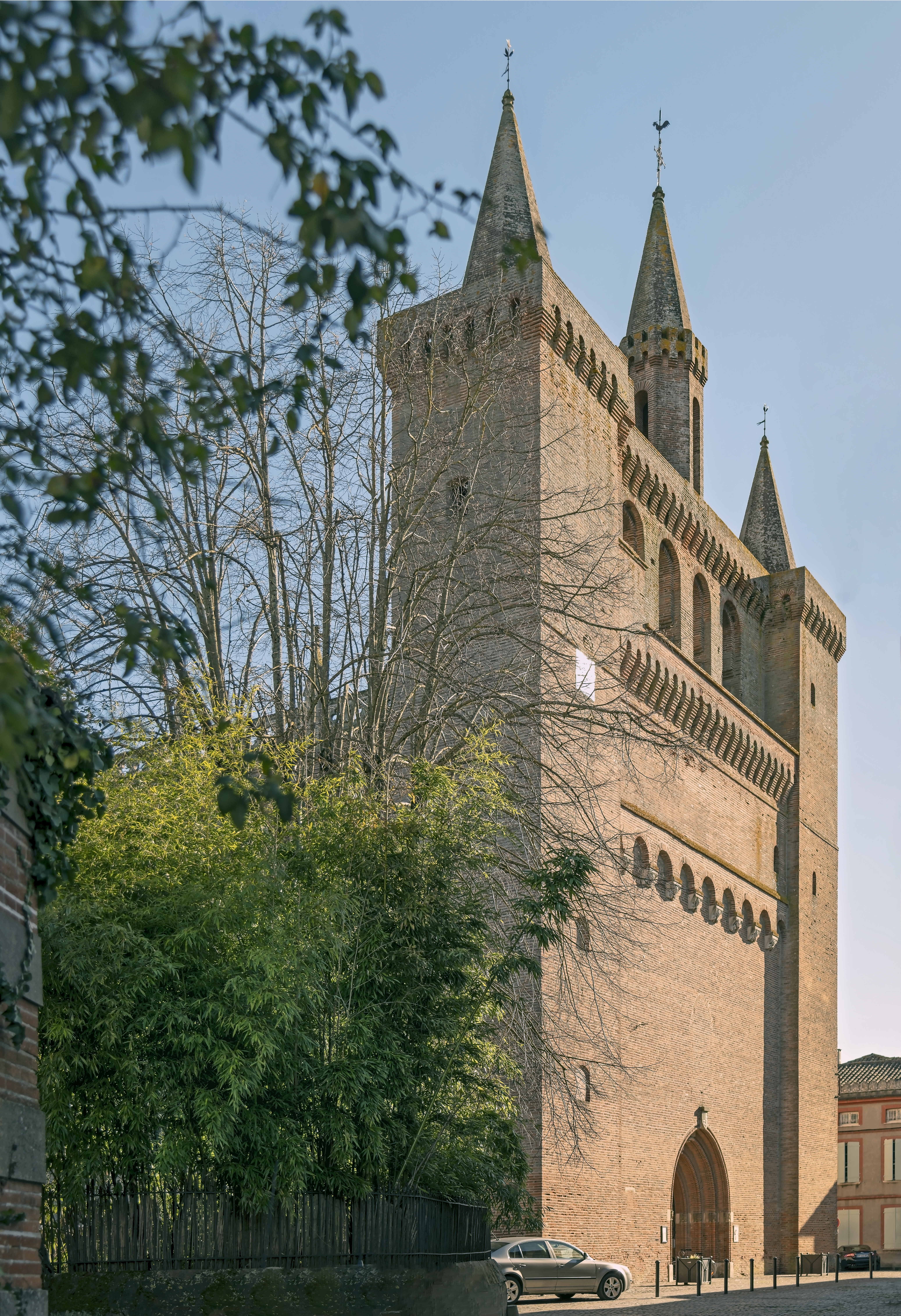
L'église Notre-Dame de Saint-Sulpice

À la fin du XIVe siècle, le puissant comte Gaston Fébus est propriétaire du Castella, et entame la construction de la magnifique église Notre-Dame de Saint-Sulpice, dont le duc Jean de Berry, successeur de Gaston Fébus à sa mort en 1391, limitera la hauteur du mur-clocher, ne voulant pas que celui-ci dépasse son château.
L'histoire du château en tant que tel se termine au XVIe siècle, durant les guerres de Religion. En effet, les seigneurs du Castella se sont alors ralliés au parti catholique. En 1562, les soldats huguenots s'emparent donc du village, puis du château et les détruisent tous deux, en incendiant le Castella. Néanmoins, la véritable déchéance de la forteresse est causée par la décision de notables toulousains de reconstruire les maisons du village avec les briques du château.
Sur la motte castrale du château, il demeure les ruines du donjon et de la chapelle seigneuriale datant de 1275. Le château du Castela est inscrit au titre de Monument historique par arrêté du 14 avril 1994.

## Architecture
Le Castella est placé sur un petit promontoire au Nord du village, et situé à proximité directe de l'Agout. Il n'en demeure aujourd'hui que de rares vestiges en brique, les plus impressionnants étant ceux de la chapelle seigneuriale. Celle-ci présente encore plusieurs murs, ainsi que des arches gothiques et des ouvertures à l'emplacement de ce qui semblait être l'abside. De même est encore visibles la base du donjon du château, au Sud de la chapelle, qui présente deux petites arches gothique, ainsi que quatre élégantes meurtrières en croix. Quelques autres vestiges ruinés sont visibles sur la motte castrale. 
Le souterrain du Castella est, quant à lui, encore en état et accessible lors des visites guidées. 
En contrebas du château, un pigeonnier en brique présente un toit remarquable, et pourrait être une ancienne dépendance du château. 

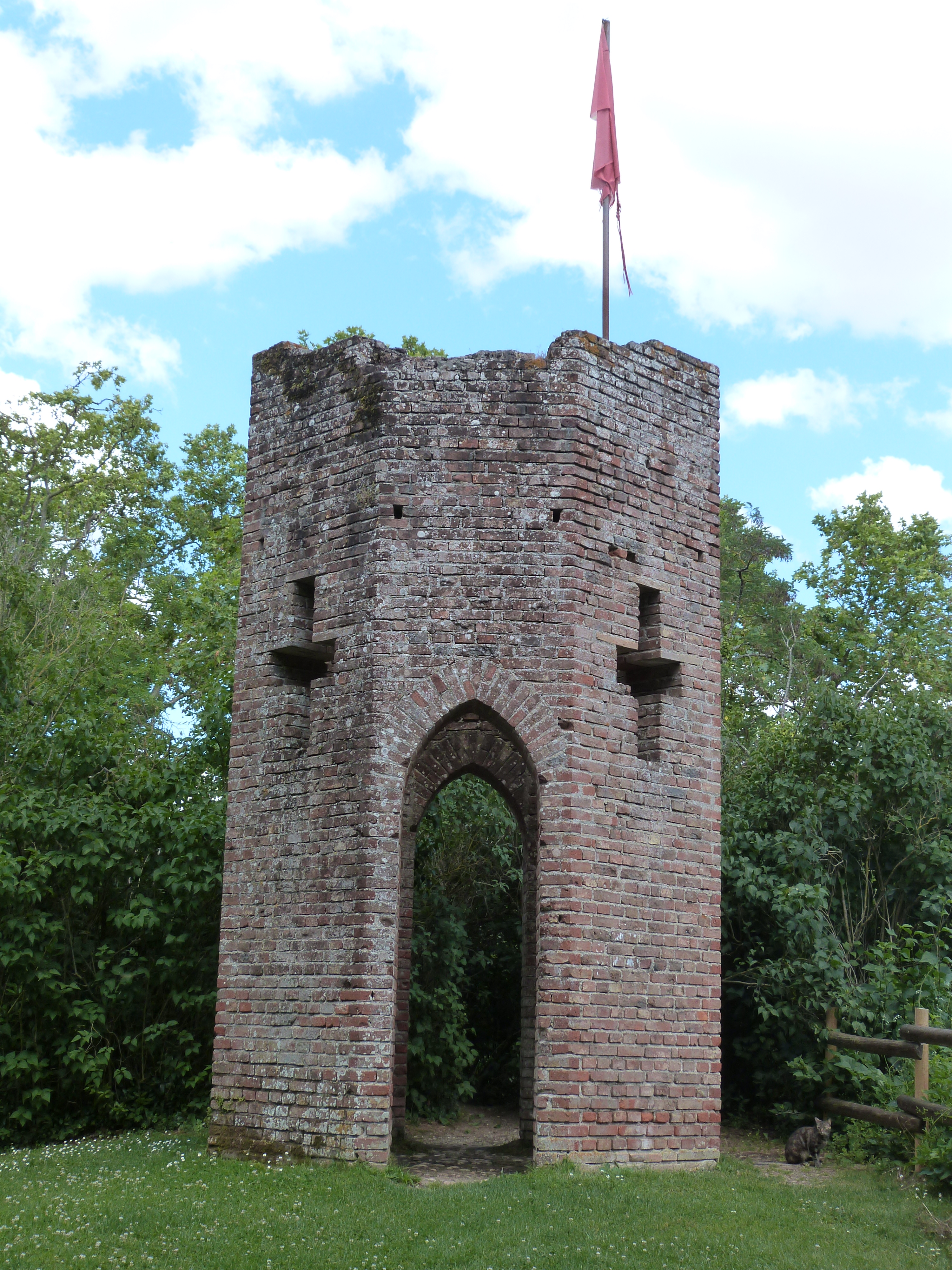
Vestiges du donjon du Castella
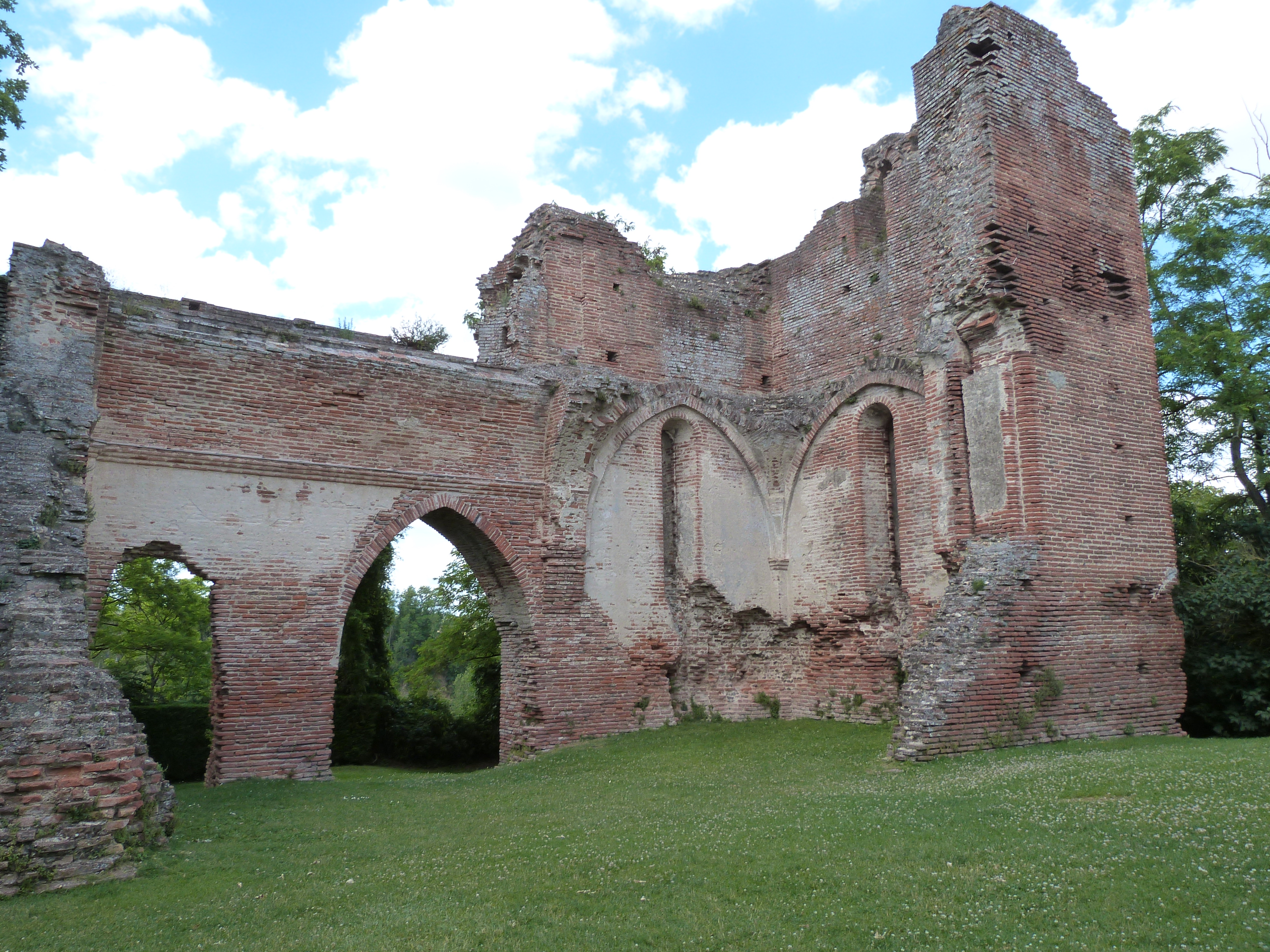
L'intérieur des ruines de la chapelle
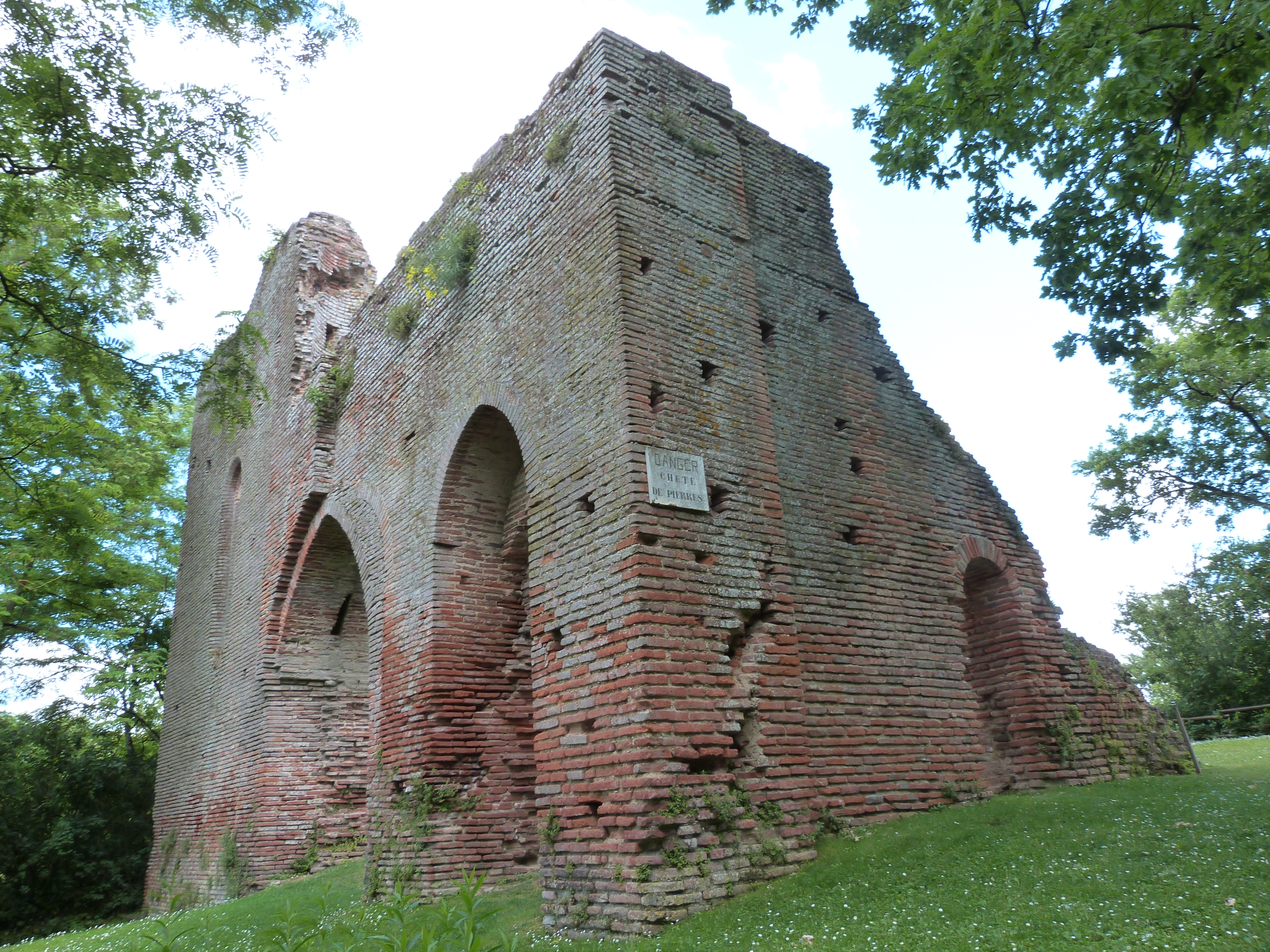
Les ruines de la chapelle vues de l'extérieur - arches
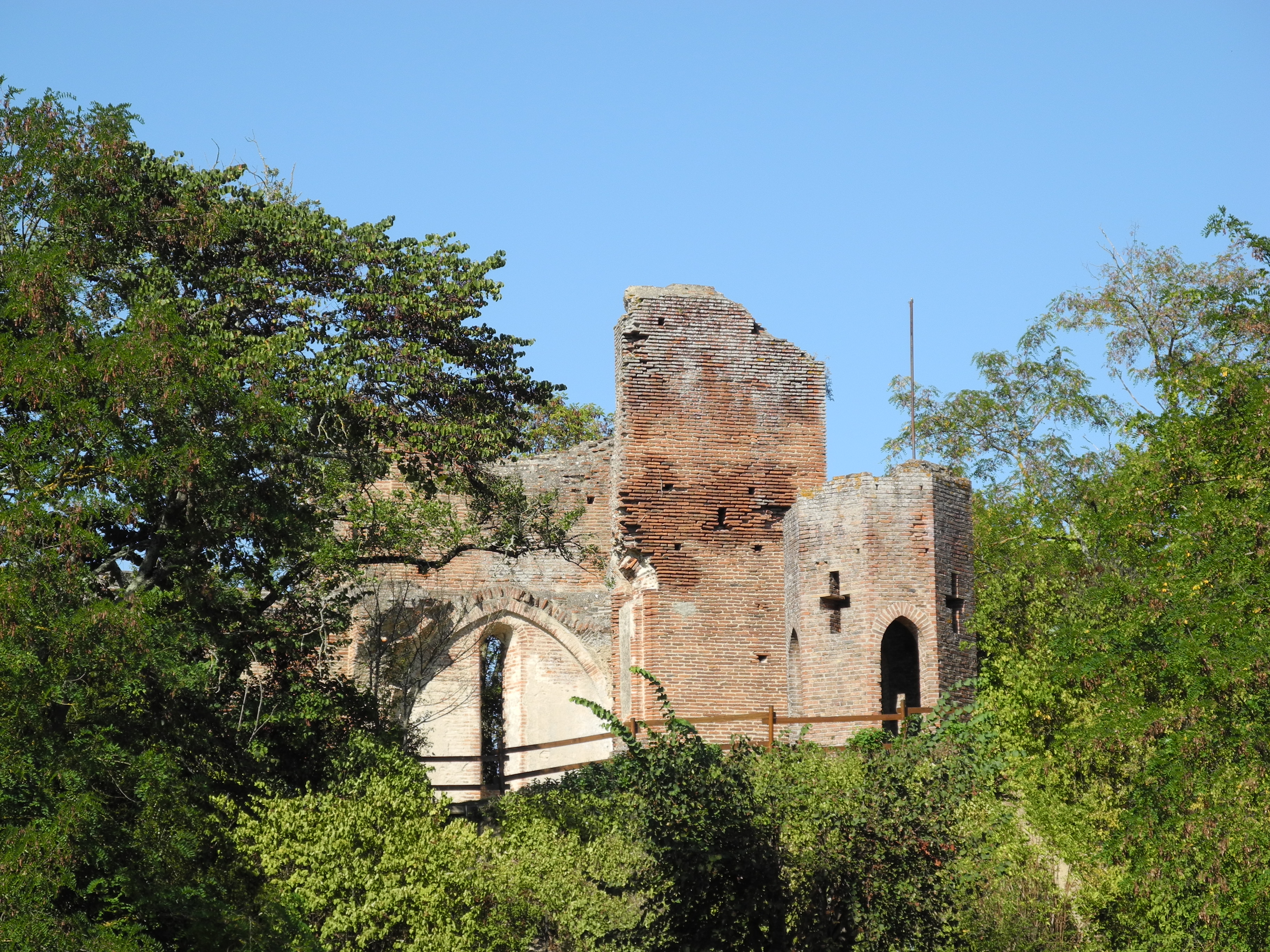
Vue d'ensemble
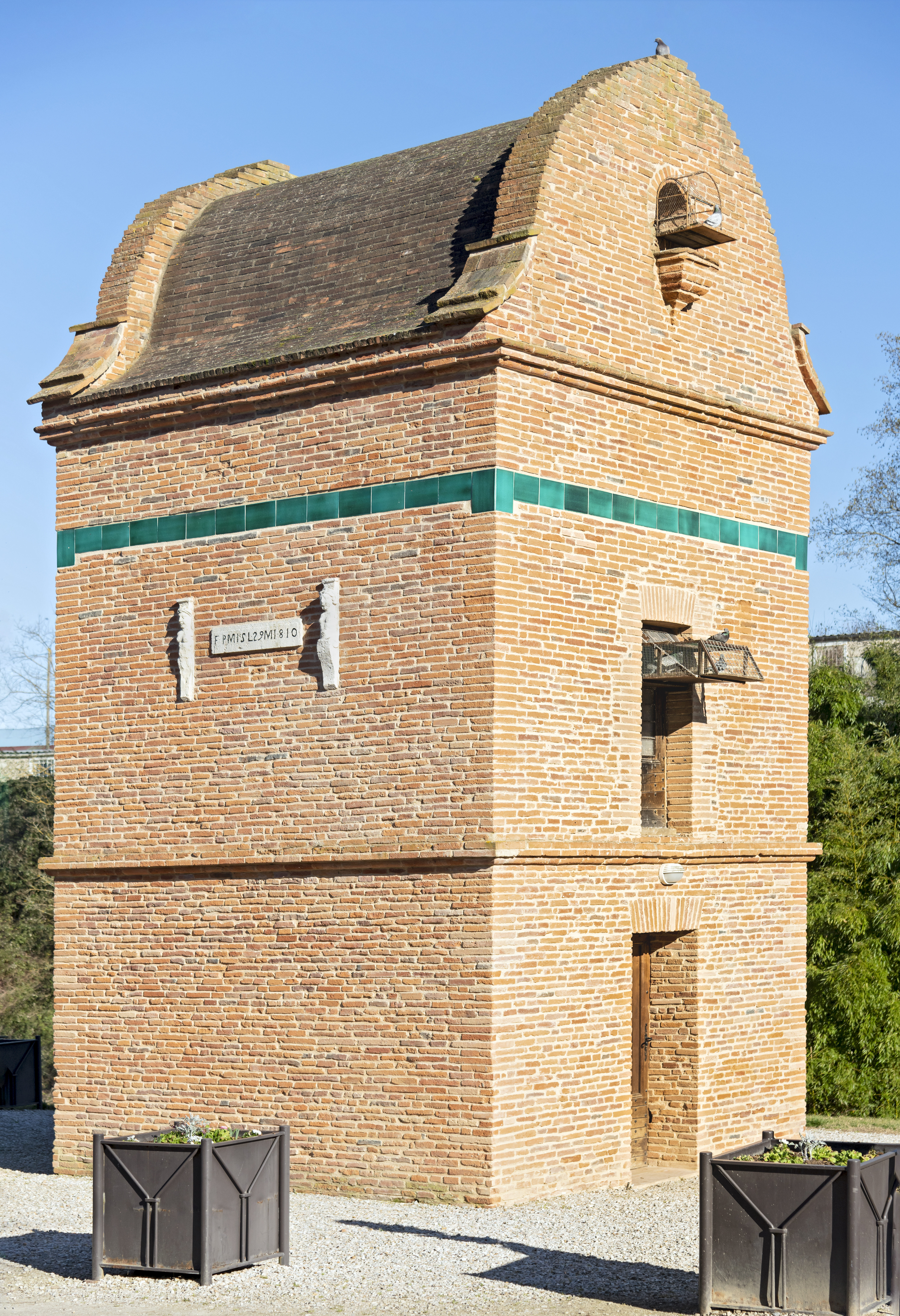
Le pigeonnier
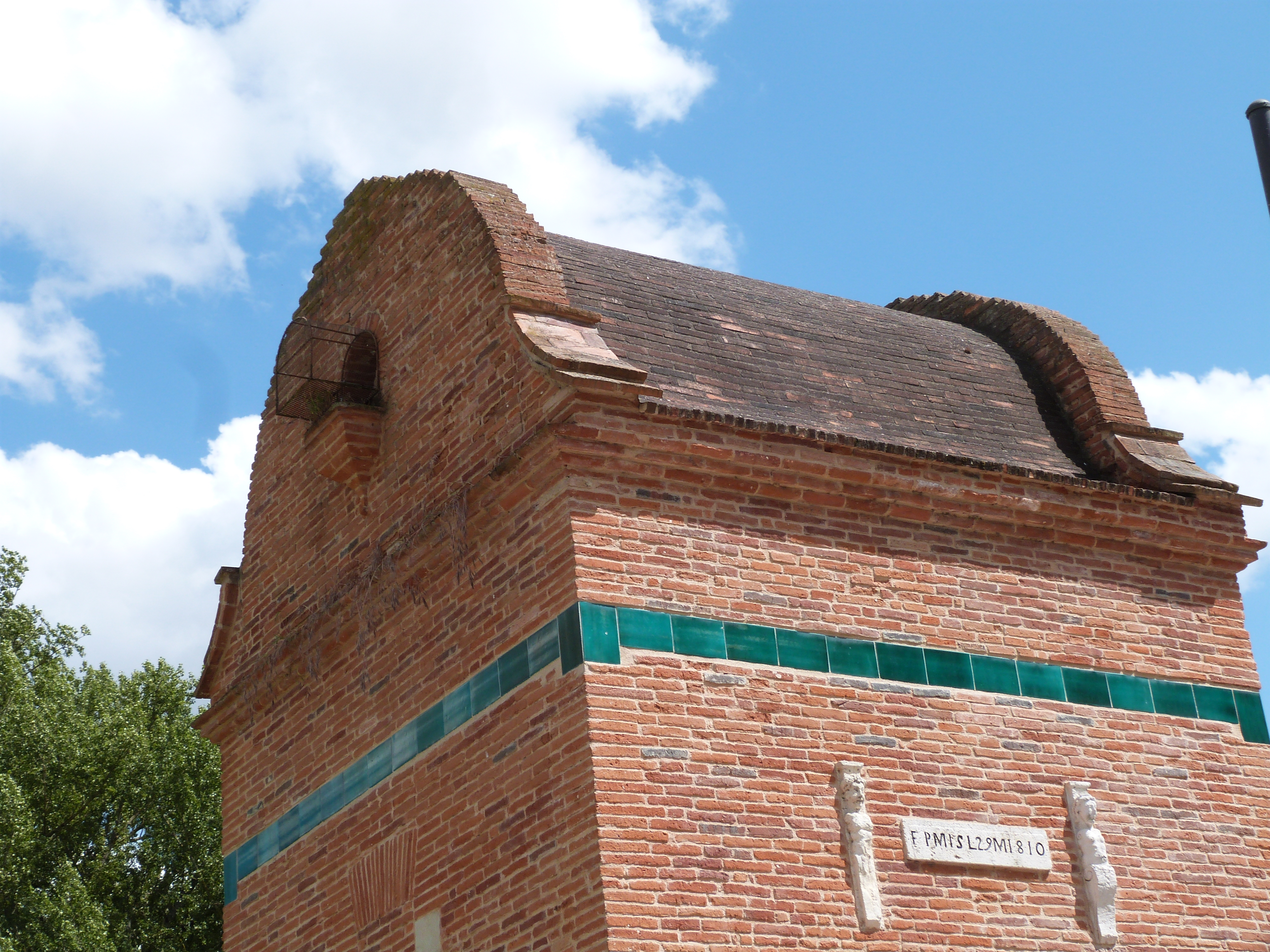
Pigeonnier - détail, toiture

## Le souterrain
Ce tunnel, long de 142 mètres, alternant salles et corridors, a été taillé au pic de fer, dans une pierre se composant de grès et de marne,. Les habitants du village venaient s'y réfugier en cas d'attaque, et il est très certainement antérieur à la construction du château par Sicard Alaman en 1240. Il pourrait ainsi avoir plus de 1000 ans, et présente de quoi tenir un siège, avec silos, latrines, puits, ainsi qu'une petite salle qui semble être une chapelle. Après l'apparition du Castella, il sert aussi de passage pour fuir le château et est utilisé comme entrepôt.
Au XVe siècle, Jeanne II de Boulogne, alors veuve du duc Jean de Berry mort en 1416, épouse le comte Georges Ier de La Trémoille. Celui-ci la maltraite et la dépouille, si bien que le dauphin Charles VII l'autorise à quitter son mari pour se réfugier en ses terres. Elle s'installe en 1418 au Castella, mais se retrouve alors ruinée. Elle est dès lors accusée de frapper sa monnaie dans les souterrains, privilège réservé a roi, et d'où lui vient son surnom de « Jeanne la faussaire ». Elle aurait tellement forgé de pièces, qu'elle aurait composé un véritable trésor. Néanmoins, Charles VII, devenu roi, apprend la nouvelle, et elle est condamnée pour crime de lèse-majesté au supplice de la marmite. Des soldats royaux seraient alors venus l'appréhender, mais ne l'a trouvant pas, ont confisqué tous ses biens en Languedoc. Jeanne de Boulogne s'est alors réfugié au château de Roquecourbe, avec l'aide du comte Jacques II de Bourbon. Elle y meurt peu après, en 1424. Son trésor de fausses pièces a disparu et malgré les siècles de recherches, il demeure cette énigme, forgeant un peu plus la légende du château du Castella. Les adeptes de la légende le cherchent encore dans les souterrains du Castella. 
Au XVIIe siècle, malgré la destruction du château, le souterrain est encore utilisé, de la poudre à canon y étant fabriquée. En 1930, les crues de l'Agout remblaient fortement le souterrain, qui est sauvé par l'action de la municipalité. C'est le plus grand souterrain du Tarn, et le seul pouvant être visité à l'année, sur les 350 recensés.   
Le souterrain du château du Castella est aussi inscrit au titre de Monument historique depuis le 14 avril 1994.

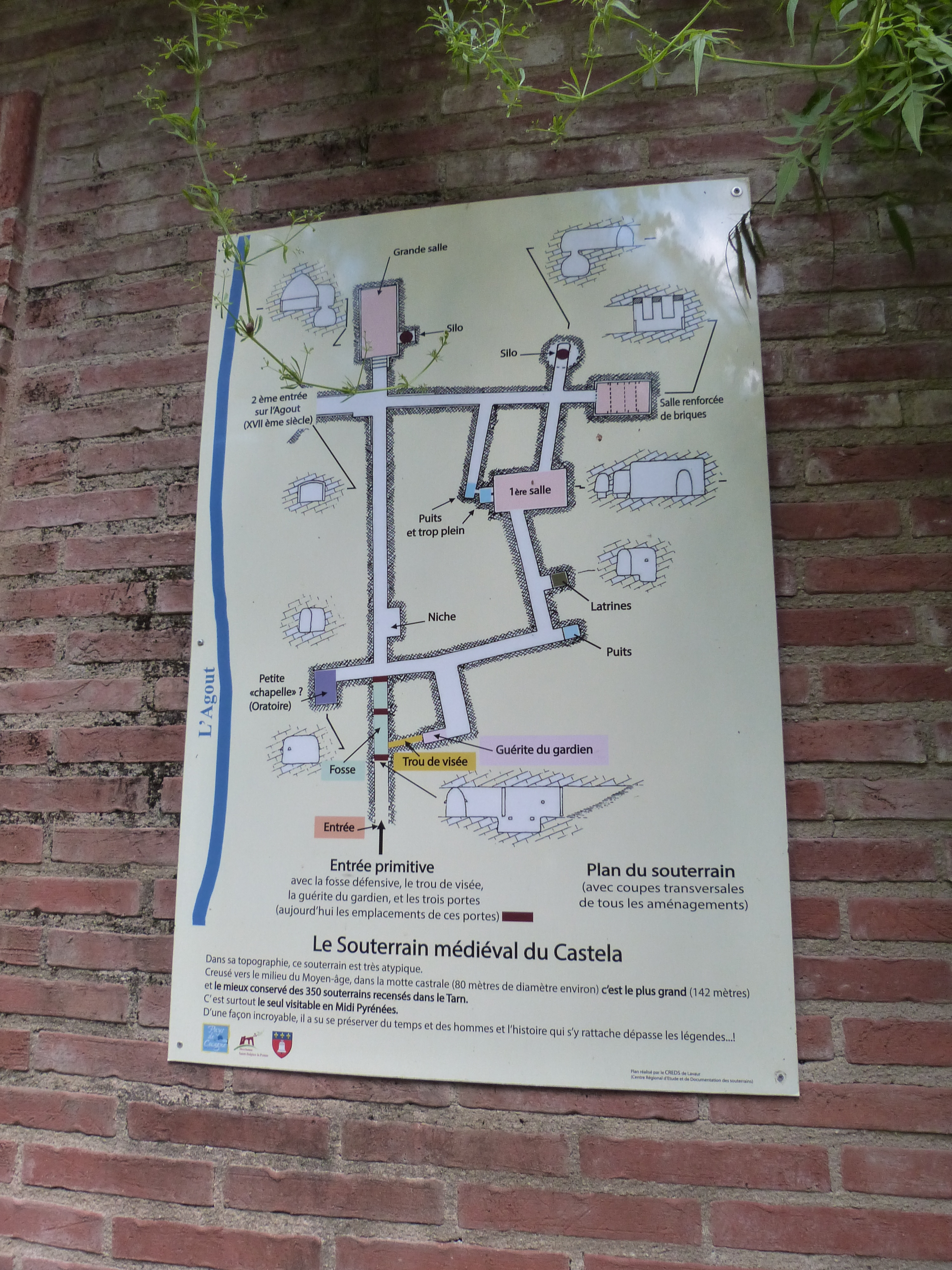
Plan des souterrains.
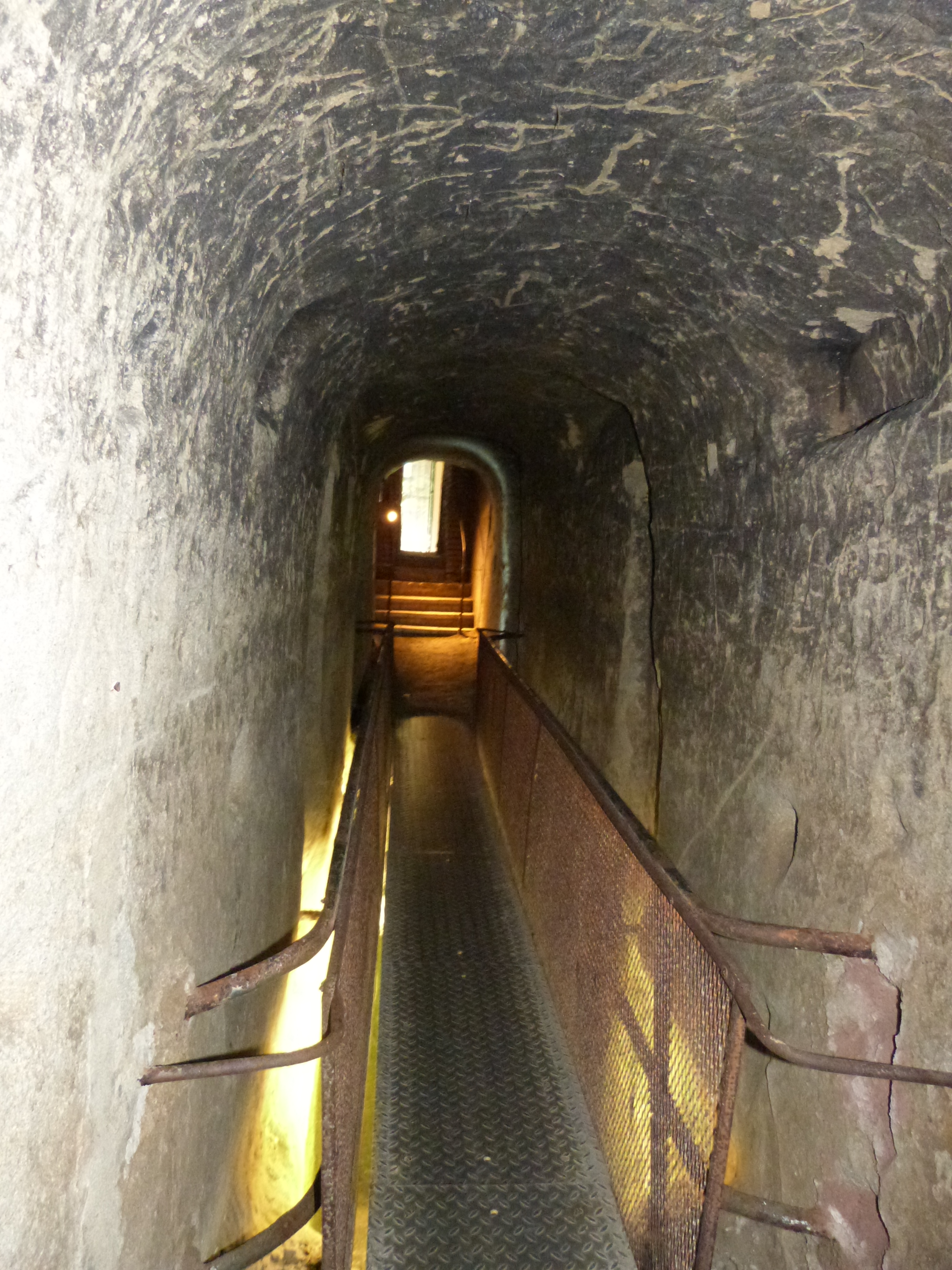
L'entrée du souterrain, avec un pont métallique au-dessus d'une fosse défensive.
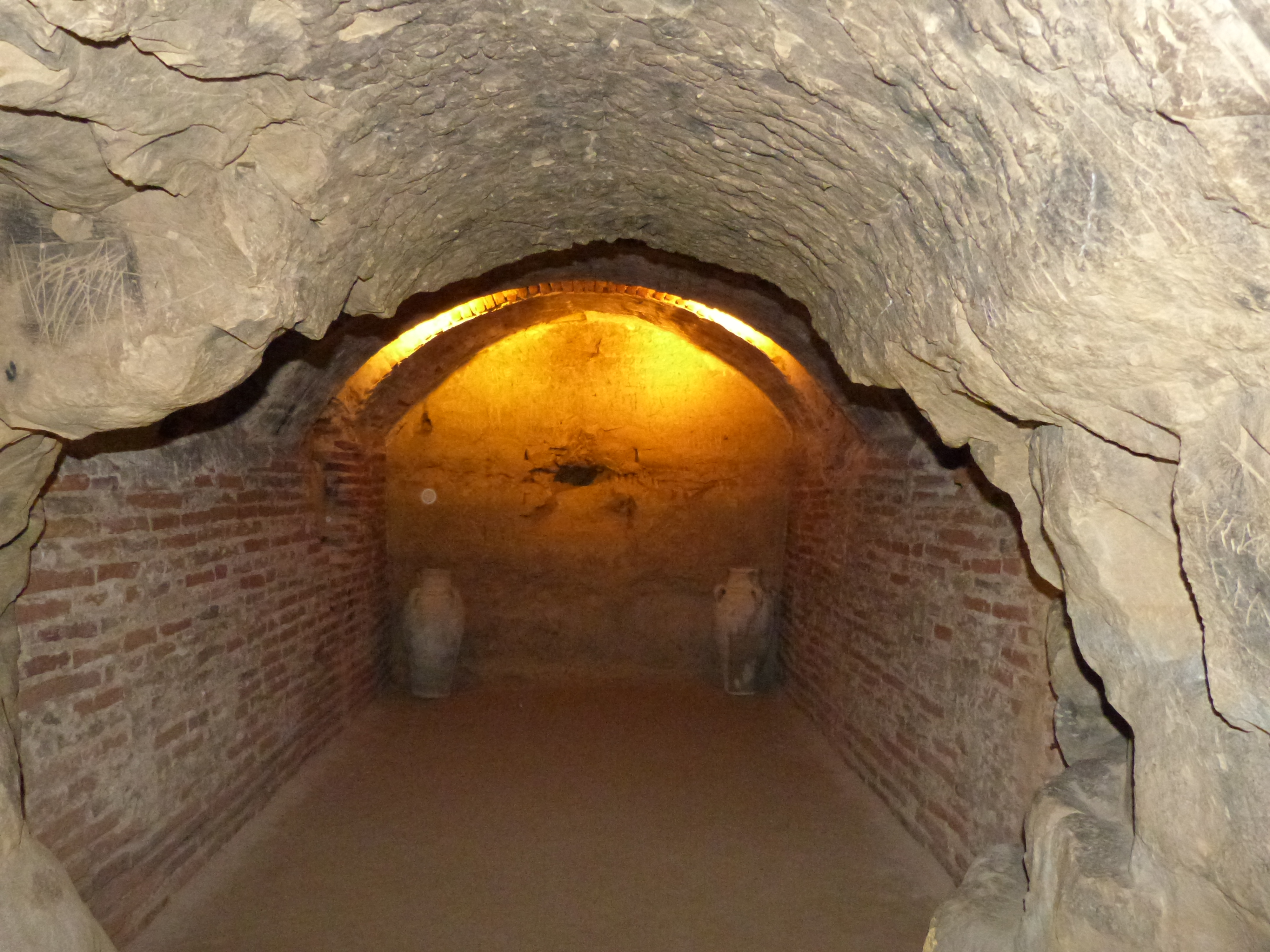
Une salle du souterrain.
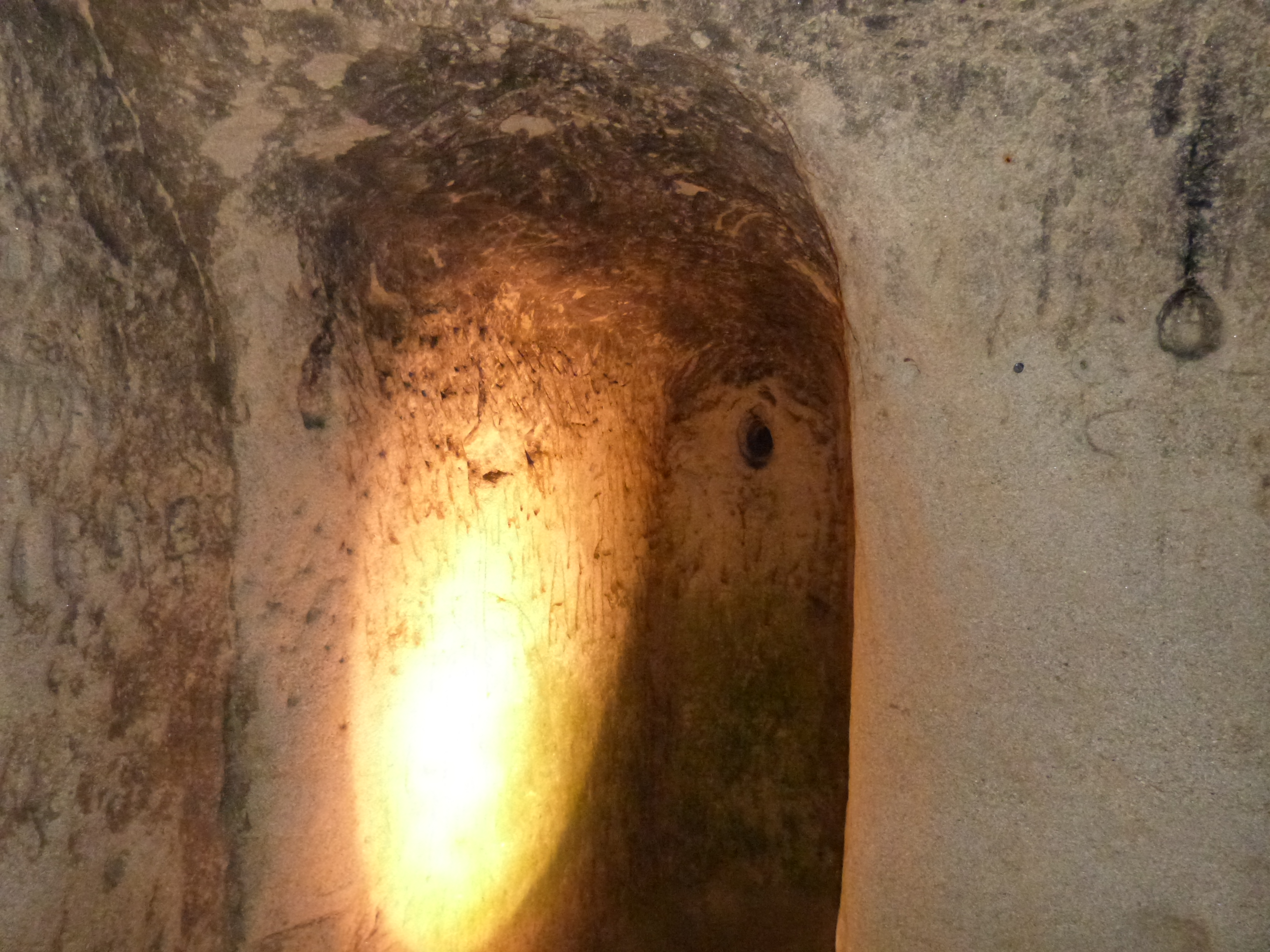
L'ancienne guérite du gardien du souterrain.